# Pronoterus obscuripennis
Pronoterus obscuripennis is een keversoort uit de familie diksprietwaterkevers (Noteridae). De wetenschappelijke naam van de soort werd in 1890 gepubliceerd door Fleutiaux & Sallé.